# Винничук, Лидия
Ли́дия Винни́чук (пол. Lidia Winniczuk; 17 сентября 1905, Подволочиск, Королевство Галиции и Лодомерии, Австро-Венгрия — 31 октября 1993, Варшава, Польша) — польский классический филолог и историк, с 1963 года — профессор Варшавского университета, с 1982 года — член Варшавского научного общества. Автор более чем десятка книг по культуре древних Греции и Рима.

## Сочинения
- 1932 — Kobieta w starożytności (Женщина в древности)
- 1953 — Epistolografia. Łacińskie podręczniki epistolograficzne w Polsce w XV—XVI wieku (Эпистолография. Латинские эпистолографические учебники в Польше XV-XVI вв.)
- 1956 — Twórczość poetek greckich (Творчество греческих поэтесс)
- 1962 — Mały słownik kultury antycznej (Малый словарь античной культуры, редактор)
- 1968 — Starożytni Grecy i Rzymianie w życiu prywatnym i państwowym (Древние Греция и Рим в частной и общественной жизни, вместе с Октавиушем Юревичем)
- 1972 — Słowo jest cieniem czynu (Слово — тень действительности)
- 1973 — Kobiety świata antycznego (Женщины древнего мира)
- 1975 — Lingua Latina. Łacina bez pomocy Orbiliusza (перевод Латинский язык. М.: Высшая школа, 1980, пер. 1985)
- 1981 — Od starożytności do współczesności (От древности до современности)
- 1983 — Ludzie, zwyczaje i obyczaje starożytnej Grecji i Rzymu (Пер. на русский язык: Винничук Л. Люди, нравы и обычаи Древней Греции и Рима. — М.: Высшая школа, 1988. — 496 с. — ISBN 5-06-001288-3.)
- 1987 — Pliniusz Młodszy w świetle swoich listów i mów (Плиний Младший в свете своих писем и бесед)
- 1988 — Nad Zbruczem, Stryjem, Wisłą. Wspomnienia (1905—1927) (Над Збручем, Стрыем, Вислой. Воспоминания)
- Słownik kultury antycznej (Словарь античной культуры, редактор)
- Mały słownik polsko-łaciński (Малый польско-латинский словарь, словарь)
- Język łaciński. Podręcznik dla lektoratów szkół wyższych (Латинский язык. Учебник для лекторатов высших школ. Совместно с Октавиушем Юревичем и Яниной Жулавской)